# George Thomas (soldado)

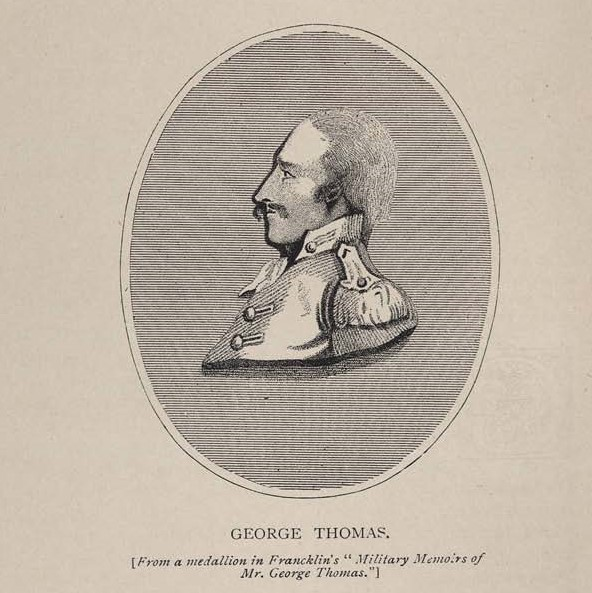
George Thomas

George Thomas (Roscrea, Irlanda, c 1756 - Barhampur, India, 22 de agosto de 1802) fue un aventurero irlandés que sirvió en la India como un mercenario en el siglo XVIII. En la década de 1790 fue el general más exitoso de toda la India.

## Biografía
Fue reclutado por el ejército en Youghal, donde trabajó como obrero en los muelles, pero Thomas desertó de la Marina Británica en Madrás en 1781. A pesar de ser analfabeto, llegó a liderar un grupo de Pindaris  al norte de Delhi en 1787, donde entró al servicio de Begum Samru de Sardhana. Suplantado por un francés, transfirió su lealtad a Appa Rao, un cacique de Maharashtra
En 1796, construyó Jahaj Kothi, en Hisar (Haryana), la que fue su residencia. Finalmente fue derrotado y capturado por el ejército de Scindia al mando del general Pierre Cuillier-Perron. Murió en su camino por el Ganges el 22 de agosto de 1802.